# Baie Iagelnaïa
La baie Iagelnaïa (en russe : Губа Ягельная, Yagel'naya Gouba, littéralement « baie du lichen des rennes ») est une baie située sur la péninsule de Kola, dans l'oblast de Mourmansk, au nord-ouest de la Russie. 
Les sous-marins de la base navale de Gadjievo sont stationnés dans la baie. 